# Bisonte-europeu
O bisonte-europeu ou bisão-europeu (Bison bonasus) é uma das duas espécies existentes de bisões, junto com o bisão-americano. Três subespécies existiram em passado recente, porém apenas uma sobrevive atualmente. A espécie é, teoricamente, descendente de um híbrido entre um auroque e um bisonte-da-estepe. Alternativamente, o bisão do bosque do Pleistoceno foi sugerido como antepassado da espécie.
Em 1996, a União Internacional para a Conservação da Natureza classificou o bisão-europeu como uma espécie Em Perigo de extinção, porém atualmente é considerada uma espécie Vulnerável. No passado, especialmente durante a Idade Média, foi comummente caçado e morto por sua pele e chifres que eram usados como recipientes para armazenamento de bebidas.

## Etimologia
A palavra em inglês wisent foi empregada no século XIX a partir do alemão [vizent], enquanto a palavra bisão foi utilizada em torno do 1611 bisõn, proveniente do latim.

## Descrição

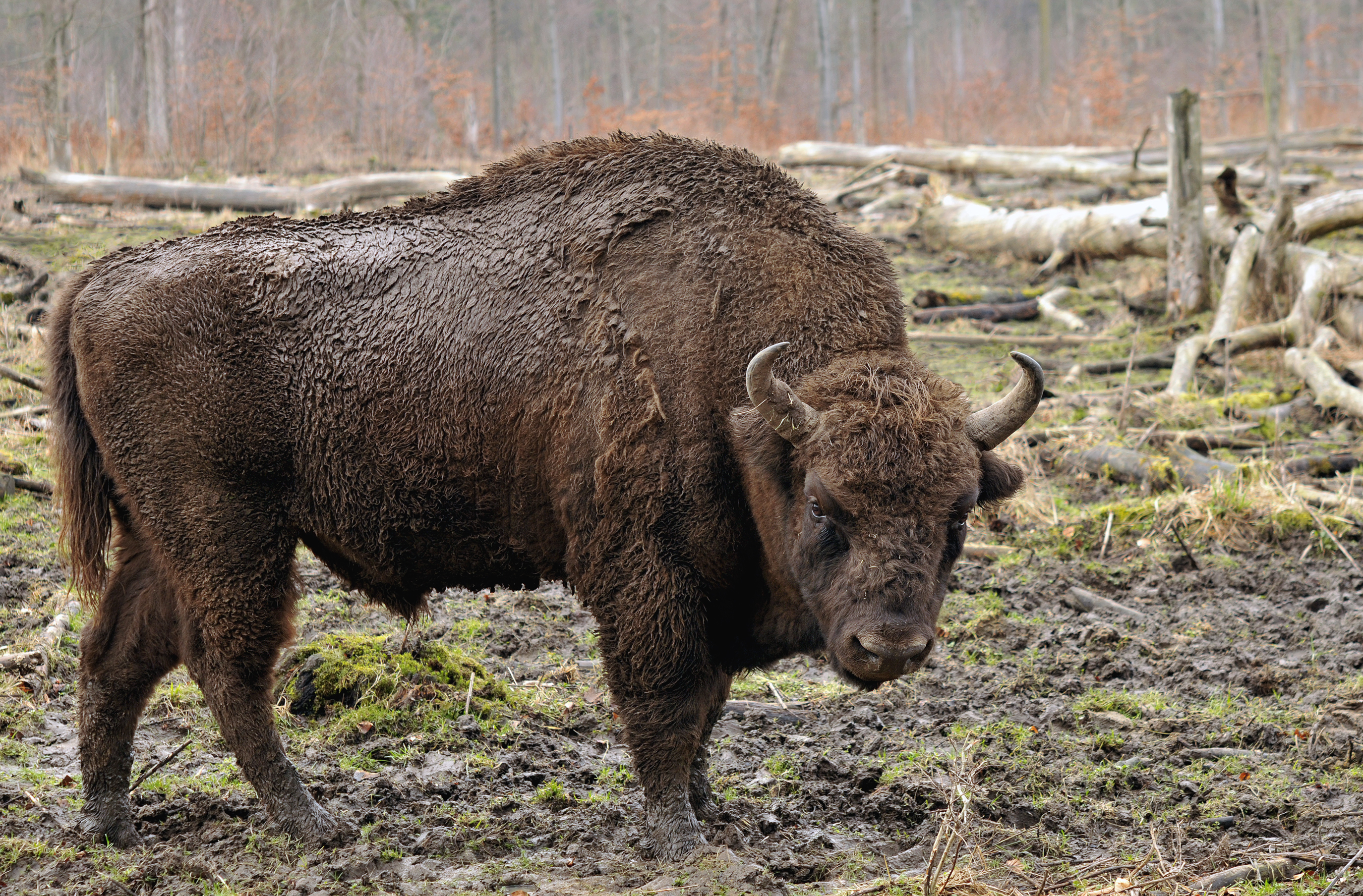
individuo macho em um parque na Alemanha

O bisão-europeu é o maior animal terrestre remanescente da Europa, um macho adulto típico possui cerca de 2,1 a 3,5 metros de comprimento, com a cauda tendo entre 30 e 80 cm de comprimento e aproximadamente 1,60 a 1,95 m de altura no ombro. Quando nascem os bezerros são bastante pequenos, com um peso de 15 a 35 kg, um adulto normalmente pesa entre 400 a 920 kg, com uma média mais comum de 634 kg para os machos e 424 kg para as fêmeas, grandes bisões europeus machos no entanto podem pesar até 1000 kg ou mais.
Embora superficialmente semelhantes, várias diferenças físicas e comportamentais são observadas entre o bisão-europeu e o bisão-americano. O bisão-europeu possui 14 pares de costelas, enquanto que o bisão-americano tem 15, além disso o bisão-europeu é em média mais alto e tem pernas mais longas que seus parentes americanos e tendem a se deslocar mais e a pastar menos, pois seus pescoços são definidos de forma diferente, bisontes-europeus possuem também uma pelagem mais curta na região do pescoço, cabeça e nos quartos dianteiros, e uma cauda e chifres mais longos que são mais propensos para lutas através do encravamento de chifres da mesma maneira que o gado doméstico faz, e diferente do bisão-americano.

## Quase extinção

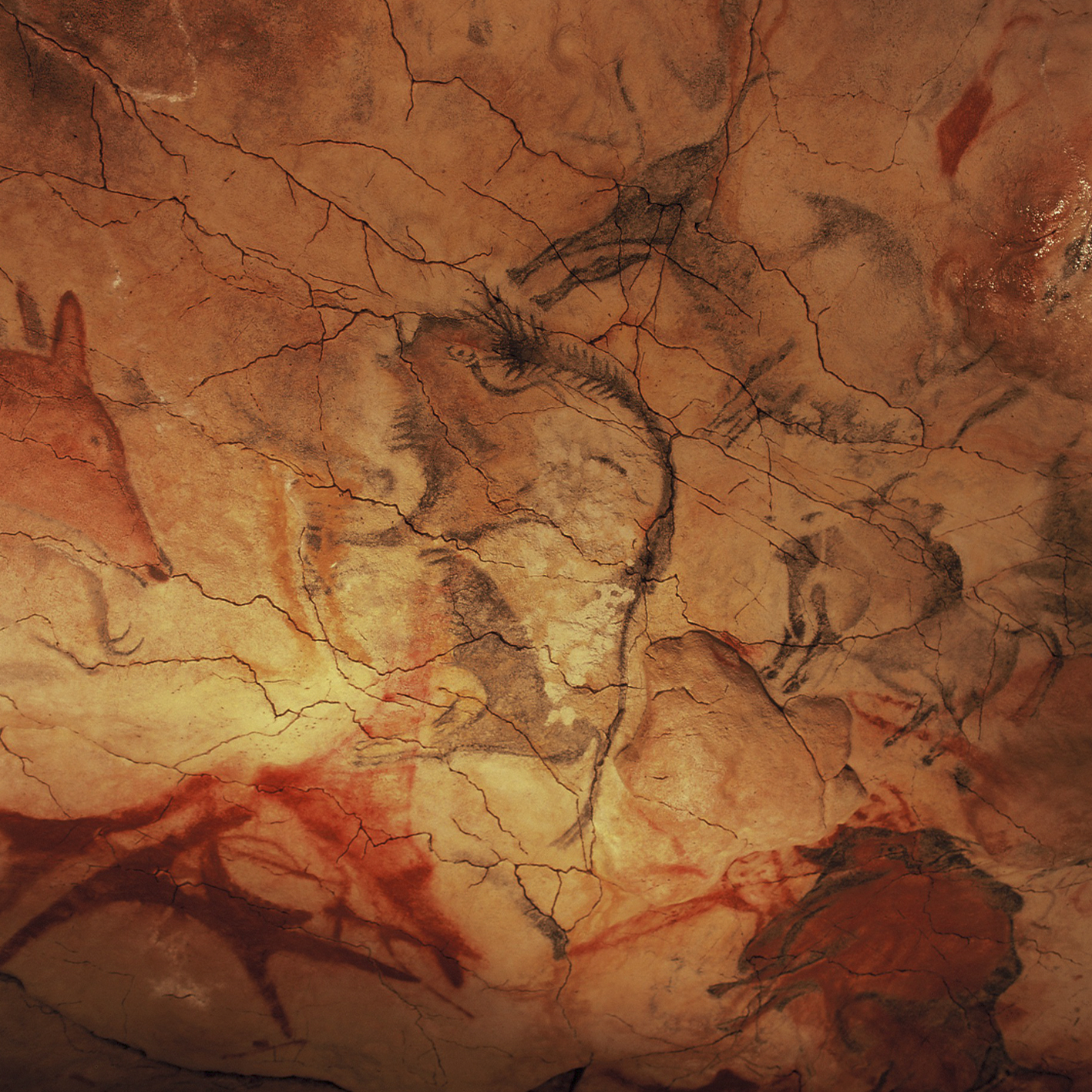
pinturas rupestres retratando bisões-europeus no teto da caverna de Altamira

O bisonte, na antiguidade, habitava uma vasta área que se estendia desde as ilhas Britânicas e a Península Ibérica à Sibéria Ocidental e da Escandinávia ao Cáucaso e noroeste do Irã. Alguns deles foram utilizados no Coliseu de Roma, onde enfrentavam gladiadores ou mesmo outros animais como leões e ursos. Porém, devido à ação humana em seu habitat, sua distribuição foi diminuindo ao longo da história, chegando no começo do século XX à beira da extinção.
No século XII, já se encontravam extintos em quase toda a Europa Ocidental, sobrevivendo apenas nas Ardenas, aonde viveram até meados do século XIV. No leste, os bisontes viviam sob a proteção de alguns soberanos locais, tais como reis poloneses, cãs tártaros, príncipes lituanos e czares russos. Em meados do século XV, o rei Sigismundo, o Velho da Polônia instituiu pena de morte para a caça do bisão. Apenas os nobres podiam caçar o bisão, o que lhe assegurou, por um bom tempo, uma sobrevivência aceitável na Europa Oriental.

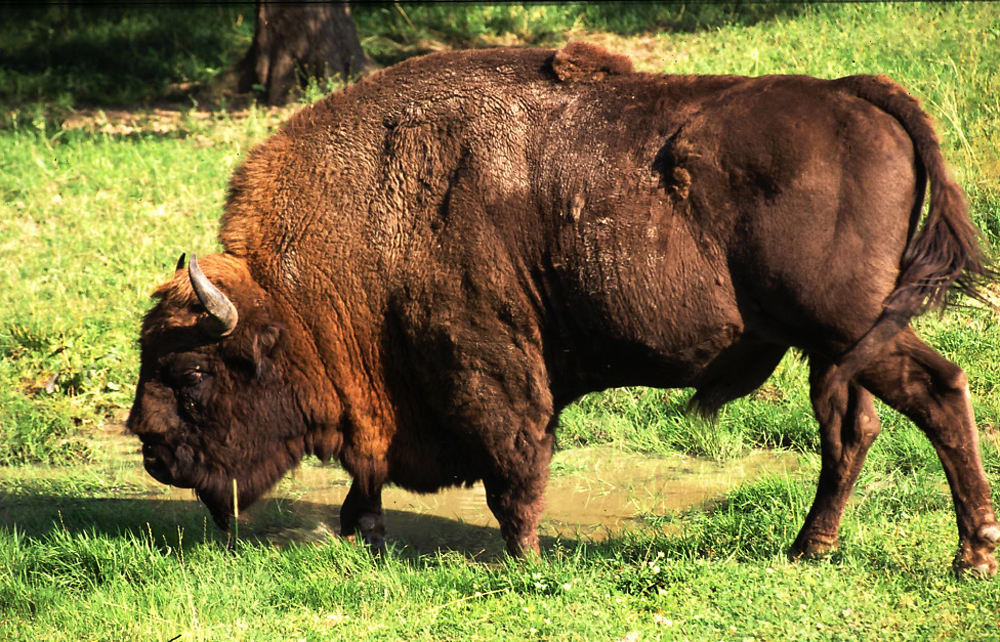
Bisão-europeu no Parque Nacional Bialowieza

Na Primeira Guerra Mundial (1914-1918), muitos dos bisontes ainda restantes foram mortos para alimentar os soldados na frente de batalha. Em 1919, o último bisão selvagem na Polônia foi morto, e, em 1927, o último no mundo foi morto por caçadores no Cáucaso Ocidental. Naquela época, restavam menos de 50 indivíduos, todos em zoológicos.
A partir de 1951, foram reintroduzidos com sucesso alguns bisontes criados em cativeiro. São encontradas manadas livres no Cáucaso Ocidental na Rússia e no Parque Nacional Bialowieza na Polônia, Bielorrússia e Ucrânia. 
Vários jardins zoológicos em 30 países também têm alguns indivíduos. Em 2000, havia 3000 indivíduos, todos descendentes de apenas 12 indivíduos. Devido ao seu limitado patrimônio genético, são considerados extremamente vulneráveis a doenças.
Em 2003 existiam 1 800 bisontes selvagens na Europa, em 2019 já eram 6 200. Em 2022 foram reintroduzidos no Reino Unido.

### Introdução em Portugal
Em 2024, a Rewilding Europe juntamente com a Rewilding Portugal, instalaram numa herdade em Castelo Branco em Portugal a primeira manada de bisontes europeus, constituída por oito animais provenientes de reservas da Polónia. A presença dos animais vai estimular a biodiversidade e apoiar o crescimento do turismo de natureza. Os animais diminuirão o risco de incêndios catastróficos, ao reduzirem a vegetação inflamável e criando corta-fogos naturais, enquanto abrem áreas florestais, o que permite a entrada de mais luz e o crescimento de erva em vez de mato.